# Коростенский завод железобетонных шпал
Коростенский завод железобетонных шпал (укр. Коростенський завод залізобетонних шпал) — промышленное предприятие в городе Коростень Житомирской области.

## История
Сооружение предприятия началось в соответствии с шестым пятилетним планом развития народного хозяйства СССР, в 1958 году была введена в строй первая очередь завода мощностью 30 тыс. м³ железобетона в год, в 1965 году — вторая очередь, что увеличило мощность предприятия до 111,7 тыс. м³ железобетона в год.
Основные виды сырья поступали из местных источников: Коростенский карьер обеспечивал завод щебнем, Игнатпольский песчаный карьер — песком, Здолбуновский цементный завод — цементом, стальная арматура поступала из Харцызска, вода — из реки Уж.
13 декабря 1984 года на Коростенском комбинате железобетонных изделий был сдан в эксплуатацию технологический комплекс по производству тонкостенных сводчатых железобетонных конструкций.
В октябре 1989 года завод был включён в состав концерна по производству специальных железобетонных изделий и конструкций "Спецжелезобетон".
В советское время завод входил в число ведущих предприятий города.
После провозглашения независимости Украины завод перешёл в ведение министерства транспорта Украины.
В марте 1995 года Верховная Рада Украины внесла завод в перечень предприятий, приватизация которых запрещена в связи с их общегосударственным значением.
В общей сложности, только за первые 42 года существования, с 1958 до 2000 года завод выпустил 3,4 млн м³ железобетонных изделий (в том числе, 31,5 млн штук шпал).
Начавшийся в 2008 году экономический кризис осложнил деятельность завода, в связи с повышением цен на энергоносители в январе 2009 года на предприятии начали сокращать использование природного газа и переходить на твёрдое топливо (дрова и древесные отходы предприятий деревообрабатывающей промышленности). Были установлены восемь твердотопливных водогрейных котлов для отопления производственных и бытовых помещений (один из которых предприятие изготовило самостоятельно). Сокращение расходов на отопление позволило ежегодно экономить свыше 500 тыс. гривен в год. В результате, несмотря на сокращение доходов в 2009 году на 31,24 %, завод завершил 2009 год с чистой прибылью 5,915 млн. гривен.
2010 год завод закончил с чистой прибылью 9,282 млн гривен.
После создания в декабре 2010 года министерства инфраструктуры Украины, завод был передан в ведение министерства инфраструктуры.
В 2011 году завод стал крупнейшим поставщиком железобетонных шпал для украинских железных дорог (у предприятия были заказаны шпалы СБ-3 на общую сумму 50 766 750 гривен).
К концу ноября 2014 года завод отказался от использования природного газа при пропарке бетонной смеси (для подогрева которой стали использовать дрова), в декабре 2014 года перед предприятием была поставлена задача перевести на твёрдое топливо все производственные процессы.
2014 год завод закончил с убытком 3,421 млн гривен.
4 марта 2015 года завод был включён в перечень предприятий, имеющих стратегическое значение для экономики и безопасности Украины.

## Современное состояние
Общая площадь предприятия составляет 15,9 га, в его составе — формовочный, транспортный, ремонтно-механический и ремонтно-строительный участки, а также административные помещения, склады, столовая и котельная.
Производство осуществляется агрегатно-поточным способом. Основной продукцией являются предварительно-напряженные железобетонные шпалы для железнодорожного пути 1520 мм (за время деятельности, завод освоил выпуск шпал С-56-2, ШС-1у, Ш-1-1 этого типа), шпалы для железнодорожной совмещённой колеи 1520 мм и 1435 мм (завод является единственным предприятием на территории Украины, выпускающим шпалы этого типа), а также брусы для стрелочных переводов типа БС 48 Г 1/11, железобетонные блоки длиной 3000 мм для обустройства низких пассажирских платформ, железобетонные лотки для водостока и иные железобетонные изделия (полушпалы, бетонные блоки для стен и подвалов, стеновые камни типа СКЦ и др.).